# Șoimii Patriei

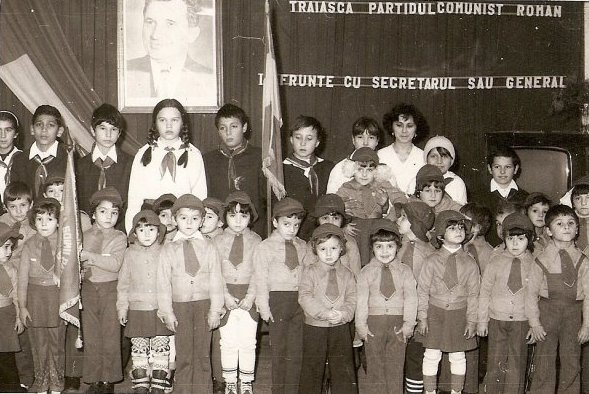
Ceremonie cu șoimi ai patriei (primul rând) și pionieri (rândul al doilea) în 1983.

Șoimii Patriei a fost o organizație de partid a copiilor preșcolari și școlari, în vârstă de 4-7 ani.
Organizația „Șoimii Patriei” își desfășura activitatea sub îndrumarea Organizației Pionierilor.

## Istoric
Sistemul totalitar al guvernării comuniste din România evolua, pătrunzând treptat în viața oamenilor de la o vârstă din ce în ce mai mică. Astfel, Comisia pentru îndrumarea activității Organizației Șoimii Patriei s-a constituit la nivel central la 10 decembrie 1976. Din ea făceau parte reprezentanți ai Organizației Pionierilor,  U.T.C., Uniunii Asociațiilor Studenților Comuniști din România, Ministerului Educației și Învățământului și altor ministere, precum și mame eroine etc.
Înlocuirea revistei pentru copii Arici-Pogonici cu revista „Șoimii patriei” a fost anunțată de Nicolae Ceaușescu în ședința Secretariatului CC al PCR din 18 octombrie 1977.
Organizația „Șoimii Patriei” a avut ca model organizația „Micilor Octombriști”, pentru copii între 7 și 9 ani din Uniunea Sovietică. 

## Misiune
Ca și Organizația Pionierilor și Uniunea Tineretului Comunist, organizația „Șoimii Patriei” a fost o organizație de partid (nu de stat). 
Ea avea menirea de a introduce mentalități și atitudini care îi pregăteau pe copii, de o vârstă prea fragedă pentru îndoctrinarea cu ideologia comunistă, pentru aderența la sistemul totalitar al guvernării comuniste din România ca viitori tineri și adulți, de a contribui la 
„Educarea moral-civică a copiilor, în spiritul umanismului, al dragostei și respectului față de patrie și popor, față de Partidul Comunist Român. ”

Sarcinile care reveneau educatorilor Șoimilor Patriei, pentru încadrarea în linia ideologic-educativă a P.C.R., au fost trasate astfel de organul tutelar  : 
„Cunoașterea Drapelului PCR, recunoașterea portretului tovarășului Nicolae Ceaușescu și al tovarășei Elena Ceaușescu, informarea copiilor asupra înaltelor funcții pe care le îndeplinesc pe linie de partid și de stat, prezentarea unor aspecte semnificative din copilărie și adolescență, principalelor momente din activitatea revoluționară din trecut și din ultimele decenii; sublinierea rolului hotărâtor al tovarășului Nicolae Ceaușescu și al tovarășei Elena Ceaușescu în asigurarea tuturor condițiilor de creștere și educare a copiilor, de dezvoltare economico-socială a patriei noastre. Inițierea asupra unor elemente accesibile lor cu privire la rolul conducător al partidului în societatea noastră, al calității acestuia de centru vital al națiunii noastre, asupra necesității de a urma întocmai îndemnurile și chemările partidului, ale conducerii sale.”
Intrarea copiilor în organizație avea loc într-un cadru festiv, în prezența părinților și a reprezentanților organelor de partid și de stat locale sau centrale. Pionierii înmânau cu acest prilej grupelor de noi șoimi ai patriei însemnele organizației: drapelul, fundele și insignele.

## Uniforma[6]
Pentru fetițe
- fustiță albastră (pantalon albastru);
- bluză portocalie cu epoleți;
- cravată roșie cu tricolor;
- pălărie albastră;
- ciorapi albi;
- ecuson.

Pentru băieți
- pantalon albastru (lung și scurt);
- bluză portocalie cu epoleți;
- cravata roșie cu tricolor;
- șapcă albastră;
- ciorapi albi;
- ecuson.

## Vezi și
- Pompiliu Dumitrescu, ilustrator și grafician care a contribuit la revista „Șoimii Patriei”